# Neutrofila extracellulära fällor

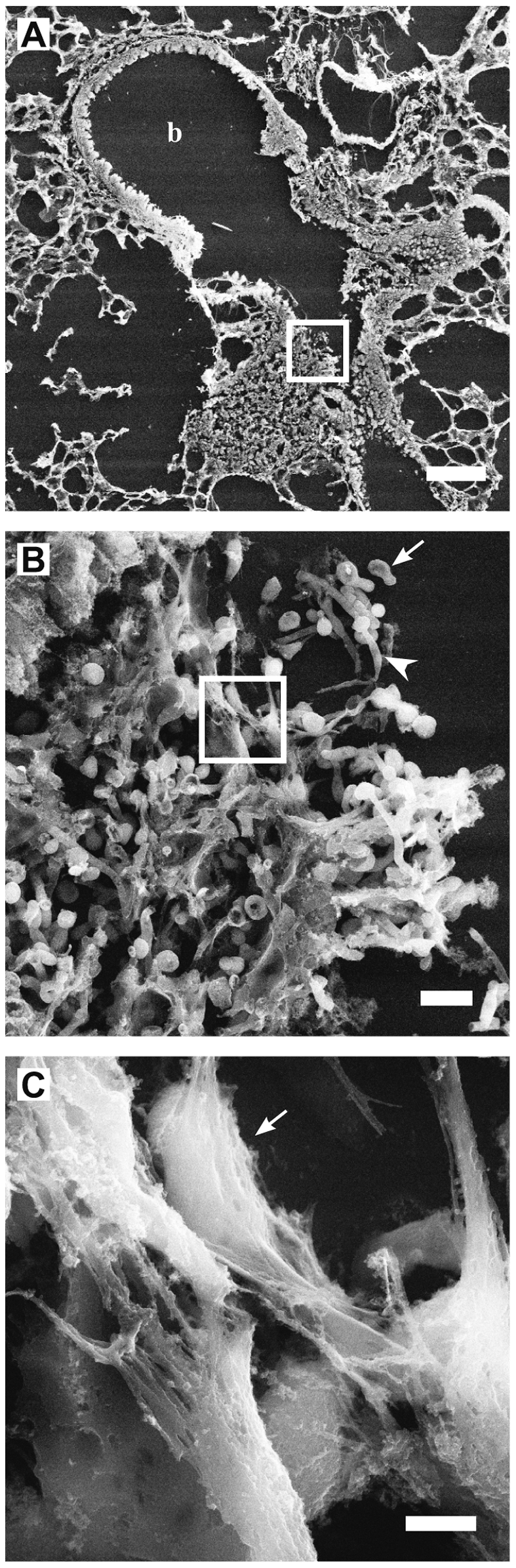
En svepelektronmikroskopbild av NETs som omsluter svampceller (Candida albicans) i en infekterad lunga från mus. (Klicka på bilden för mer information.)

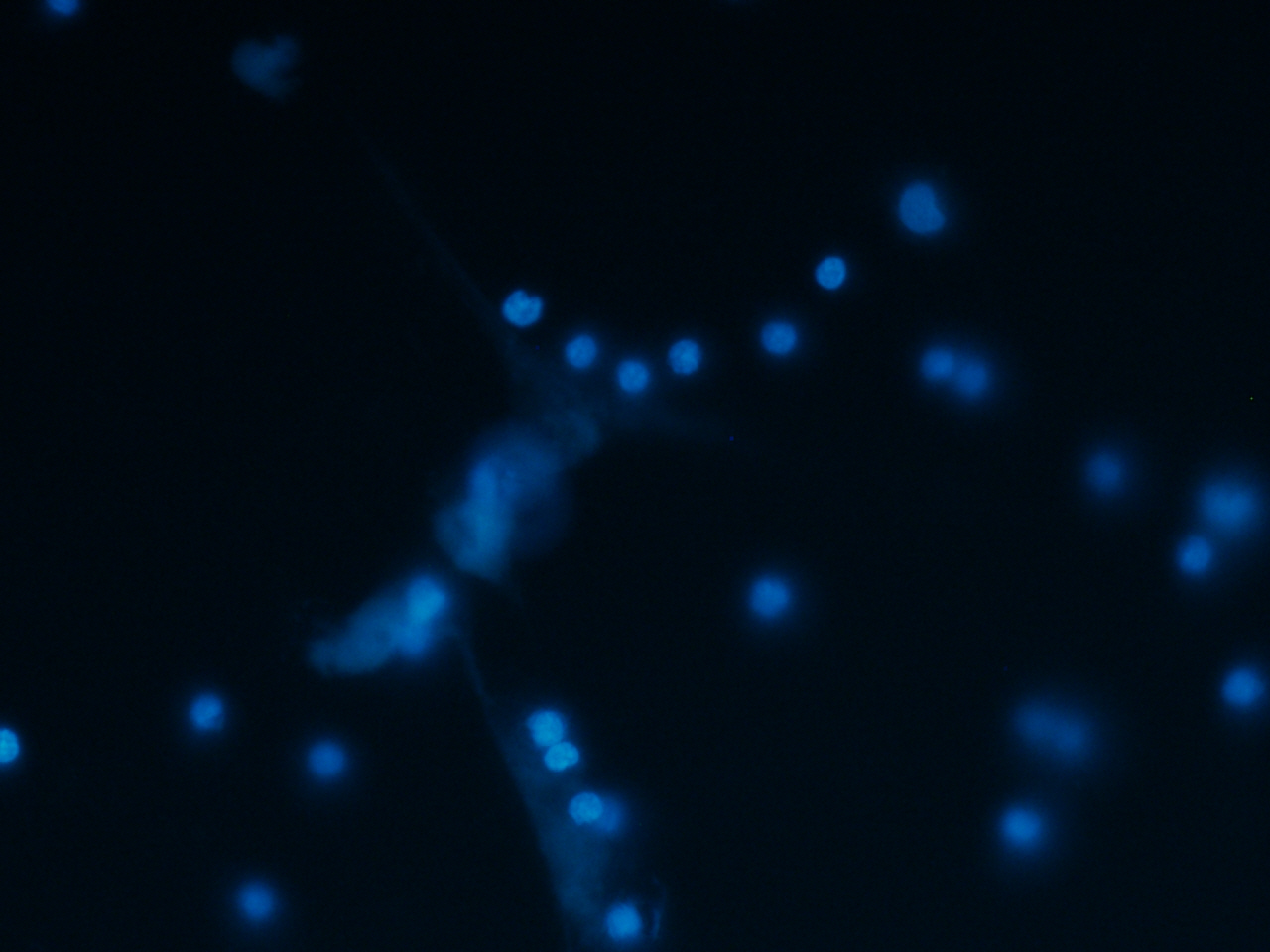
Fluorescens-foto av odlade neutrofiler som isolerats från venöst blod hos en människa med Alzheimers sjukdom. Provet är behandlat med färgämnet Hoechst 33342 som används för att färga DNA. Bilden visar frisättning av DNA från en neutrofil, vilket syns som ett dimmigt område i mitten av bilden. Detta indikerar spontan bildning av neutrofila extracellulära fällor (NETs) hos patienter med Alzheimers sjukdom, något som vanligtvis inte observeras hos friska. Förstoring x40.

Neutrofila extracellulära fällor (eng. neutrophil extracellular traps, förkortat NETs) är patogenbindande nätverk av extracellulära fibrer, huvudsakligen bestående av DNA, från neutrofiler. Neutrofiler utgör immunsystemets första försvarslinje mot infektioner och har konventionellt ansetts döda invaderande patogener främst genom två olika mekanismer: genom uppslukande av mikrober samt genom utsöndring av antimikrobiella substanser. År 2004 identifierades dock en ny, tredje antimikrobiell mekanism hos neutrofilerna: bildandet av NETs. 
Bildandet av NETs är ett sätt för neutrofilerna att döda extracellulära patogener med minimal skada hos den egna cellen. In vitro-aktivering med forbolmyristatacetat (PMA), interleukin 8 (IL-8) eller lipopolysackarid (LPS) leder till att neutrofiler frisätter NETs i form av granulproteiner och kromatin genom en aktiv process.

## Antimikrobiell aktivitet
NETs oskadliggör patogener genom att innehålla en hög koncentration av antimikrobiella proteiner så som neutrofilt elastas, cathepsin G och histoner som har hög affinitet för DNA. Dessa antimikrobiella komponenter binder, avväpnar och dödar mikrober extracellulärt, och således oberoende av fagocytiskt upptag hos neutrofilen. Utöver att besitta antimikrobiella egenskaper kan NETs även fungera som en fysisk barriär som förhindrar ytterligare spridning av patogener. Dessutom kan inkapslandet av granulproteiner i NETs förhindra att potentiellt skadliga proteiner som proteaser diffunderar ut och inducerar skada i vävnad som drabbats av inflammation. 
NETs-bildning har visat sig öka makrofagers bakteriedödande aktivitet som svar på flera bakteriella patogener. Det har också visat sig att inte bara bakterier utan även patogena svampar så som Candida albicans kan få neutrofiler att bilda NETs som kan fånga och döda såväl C. albicans hyfer som jästformade celler. NETs-bildning har också dokumenterats i samband med Plasmodium falciparum-infektioner hos barn.
Även om det ursprungligen föreslogs att NETs-bildning främst sker i vävnader där det förekommer bakterie-/jästinfektion, har NETs också visat sig bildas i blodkärl vid sepsis, särskilt i lungkapillärer och leversinusoider. Intravaskulär NETs-bildning är hårt kontrollerad och regleras av blodplättar, som känner av allvarlig infektion via TLR4 och sedan kan binda till och aktivera neutrofiler för att i sin tur bilda NETs. Blodplättsinducerad NETs-bildning sker mycket snabbt (på minuter) och kan både leda till att neutrofilerna dör eller överlever i processen. NETs som bildas i blodkärl kan fånga cirkulerande bakterier när de passerar genom kärlen. Infångande av bakterier i NETs under flöde har avbildats i flödeskammare in vitro. Intravital mikroskopi har visat att infångande av bakterier förekommer i leversinus och i lungkapillärer (platser där blodplättar binder neutrofiler).